# Sirod
Sirod ist eine französische Gemeinde im Département Jura in der Region Bourgogne-Franche-Comté.

## Geographie
Sirod liegt auf 620 m, etwa sechs Kilometer östlich der Stadt Champagnole (Luftlinie). Das Dorf erstreckt sich im Jura, in dem weiten Talbecken des Val de Sirod am oberen Ain, unterhalb der Rochers des Commères.
Die Fläche des 16,10 km² großen Gemeindegebiets umfasst einen Abschnitt des französischen Juras. Der zentrale Teil des Gebietes wird vom Talbecken von Sirod eingenommen, das durchschnittlich auf 610 m liegt und eine Breite von 1,5 Kilometer sowie eine Länge von rund zwei Kilometer aufweist. Das ehemals sumpfige Becken, in dem sich ein isolierter Hügel erhebt, wird von Osten nach Westen vom Ain durchflossen. Er verlässt das Becken durch eine tief eingeschnittene Klus (Felsschlucht der Perte de l’Ain). Flankiert wird es im Westen von der Côte Poire (bis 780 m) und der Krete von Château-Vilain, im Norden von der Höhe von Lent (bis 780 m) und den Felswänden der Rochers des Commères. Nach Südosten steigt der Hang verhältnismäßig sanft zur Hochfläche von Bief-des-Maisons und zum Bois de la Chancelle an. Er wird dabei durch die Tälchen zweier Seitenbäche des Ain (darunter die Combe Samson) untergliedert. Mit 890 m wird auf der Hochfläche die höchste Erhebung von Sirod erreicht.
Zu Sirod gehören das Dorf Treffay (772 m) auf einem Plateau südöstlich des Talbeckens sowie einige Einzelhöfe. Nachbargemeinden von Sirod sind Lent und Charency im Norden, Conte und Gillois im Osten, Les Chalesmes, Crans und Syam im Süden sowie Bourg-de-Sirod im Westen.

## Geschichte
Das Gemeindegebiet von Sirod war bereits während der gallorömischen Zeit besiedelt. Im Jahr 522 schenkte König Sigismund von Burgund das Gebiet dem Kloster Saint-Maurice im Schweizer Kanton Wallis. Im 9. Jahrhundert gründete die Abtei Saint-Oyend-de-Joux (heute Saint-Claude), die hier Grundbesitz hatte, in Sirod ein Priorat, dessen Kirche später zur Pfarrkirche der Region erhoben wurde. Zusammen mit der Franche-Comté gelangte Sirod mit dem Frieden von Nimwegen 1678 an Frankreich. Im Lauf des 19. und 20. Jahrhunderts kam es mehrfach zu Gebietsveränderungen: 1823 fusionierte Lent mit Sirod, wurde jedoch bereits 1842 wieder abgetrennt und erneut selbständige Gemeinde. 1972 wurde das vorher eigenständige Treffay nach Sirod eingemeindet.

## Sehenswürdigkeiten

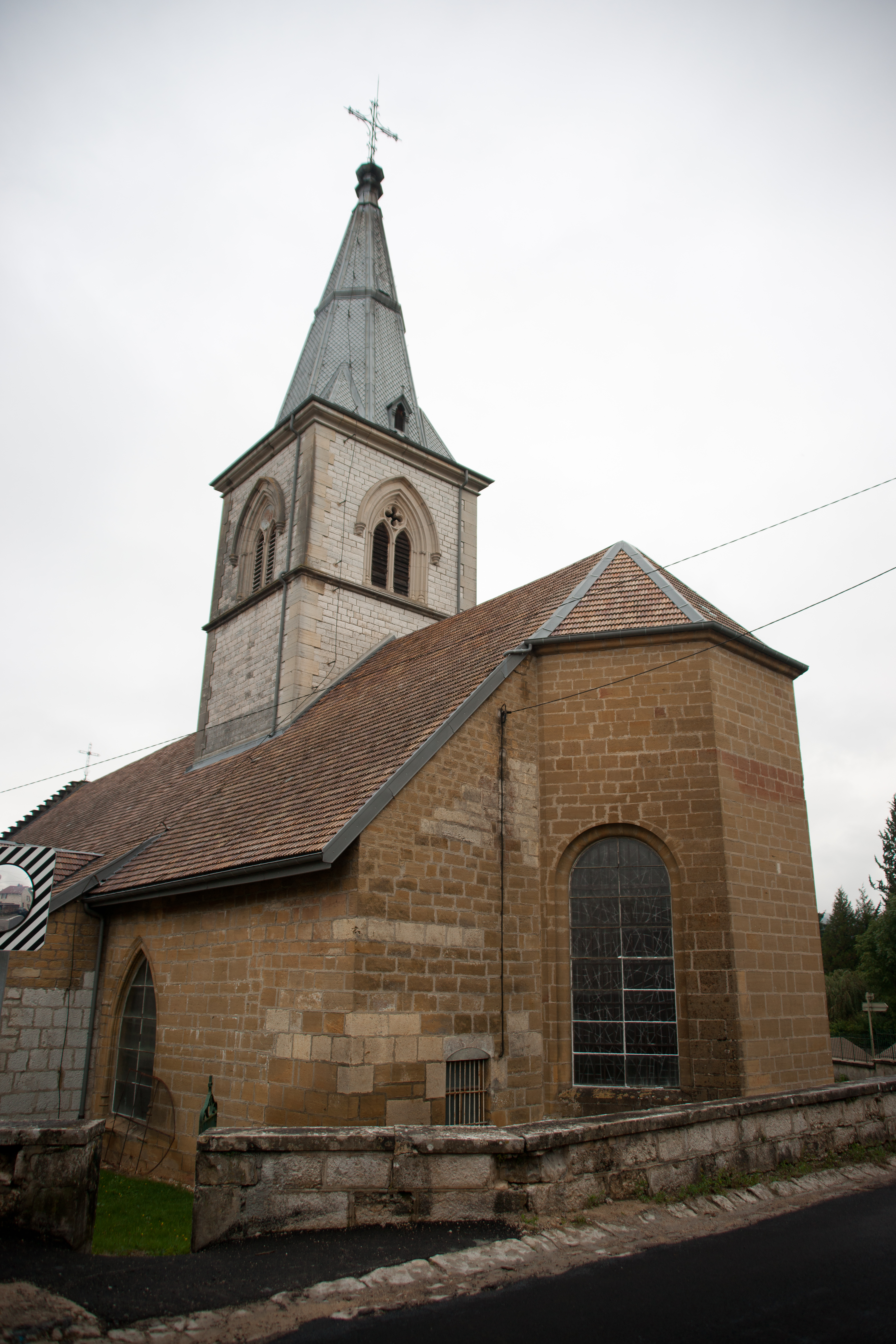
Pfarrkirche Saint-Étienne

Die Pfarrkirche Saint-Étienne, ehemalige Prioratskirche, wurde im 12. Jahrhundert erbaut und danach bis im 16. Jahrhundert mehrfach verändert. Sie besitzt eine reiche Innenausstattung, darunter die Kanzel aus dem 18. Jahrhundert, Statuen aus Stein, Alabaster und Holz aus dem 16. Jahrhundert, Goldschmiedearbeiten aus dem 17. bis 19. Jahrhundert und Wandmalereien. Lange Zeit als Pilgerziel diente die 1482 errichtete Kapelle Notre-Dame du Pont. Nahe bei der Kirche steht das Schloss von Sirod, das Château de Montrichard, das ursprünglich im 14. Jahrhundert erbaut und im 16. Jahrhundert im Stil der Renaissance umgestaltet wurde.

## Bevölkerung
| Jahr                       | 1962 | 1968 | 1975 | 1982 | 1990 | 1999 | 2006 | 2019 |
| -------------------------- | ---- | ---- | ---- | ---- | ---- | ---- | ---- | ---- |
| Einwohner                  | 531  | 488  | 518  | 574  | 539  | 528  | 550  | 517  |
| Quellen: Cassini und INSEE |      |      |      |      |      |      |      |      |

Mit 550 Einwohnern (Stand 1. Januar 2022) gehört Sirod zu den kleinen Gemeinden des Départements Jura. Nachdem die Einwohnerzahl in der ersten Hälfte des 20. Jahrhunderts markant abgenommen hatte (1886 wurden noch 730 Personen gezählt), wurden seit Beginn der 1960er Jahre nur noch relativ geringe Schwankungen verzeichnet.

## Wirtschaft und Infrastruktur
Sirod war lange Zeit ein durch die Landwirtschaft geprägtes Dorf. Entlang dem Ain ließen sich schon früh Betriebe nieder, die von der Wasserkraft abhängig waren, nämlich Mühlen, Papiermühlen und Sägereien. Daneben gibt es heute einige Betriebe des Kleingewerbes, darunter ein Elektrizitätswerk und ein Unternehmen, das Uhrenzubehörteile herstellt. Viele Erwerbstätige sind auch Wegpendler, die in den größeren Ortschaften der Umgebung ihrer Arbeit nachgehen.
Die Ortschaft liegt abseits der größeren Durchgangsstraßen nahe einer Departementsstraße, die von Champagnole nach Arsure-Arsurette führt. Weitere Straßenverbindungen bestehen mit Lent, Conte und Crans.